# Meleneta
Meleneta is een geslacht van vlinders van de familie uilen (Noctuidae), uit de onderfamilie Pantheinae.

## Soorten
- M. antennata Smith, 1908
- M. opinor Dyar, 1910
- M. zetacelis Dyar, 1910